# 한재웅
한재웅(1984년 9월 29일 ~ )은 대한민국의 전 축구 선수로서 포지션은 수비수 겸 미드필더였다.

## 축구인 경력

### 선수 경력
2003년 부산 아이파크에 입단하여 K리그에 데뷔하였으나 2008년까지 리그 13경기 출전에 그쳤다. 2008년 여름 대전 시티즌으로 이적하여 주전 미드필더로 활약하며 이름을 알리기 시작하였고 2012년 전남 드래곤즈로 이적하였다.
2013년 시즌 개막을 앞두고 인천 유나이티드로 이적하였으나 시즌이 개막하기도 전에 태국 프리미어리그의 부리람 유나이티드로 다시 이적하였다. 2013년 7월, 부리람 유나이티드와 계약이 해지되어 인천 유나이티드에 입단하였다.
2014 시즌 중 여름 이적시장을 통하여 울산 현대로 이적하였다.
2015년 겨울 이적 시장을 통해 경남 FC에 입단하였으나 1달도 지나지 않아 팀을 떠났다. 같은 해 3월 홍콩 레인저스에 입단하였다.
2016 시즌을 앞두고 대구 FC로 이적하며 국내 무대로 복귀하였다. 2017시즌을 끝으로 현역에서 은퇴했다.